# 激流中国
《激流中國》是日本放送協會製作的電視紀錄片《NHK特集》的系列題目之一。2007年4月開播，预定播送大约一年間，4月播送两集，以后原則上每月播出一集。
NHK對其的簡介是：「北京奧運會即將來臨，中國正試圖轉向成為21世紀的大国，而同時在國內又面對諸多矛盾，面臨困難的抉擇。這個專輯深入採訪中國變化的現場，描繪其苦惱及其糾葛。」
《激流中國》每集開頭以此段文字作為指引：「夙願的北京奧林匹克還有一年，試圖從經濟優先轉向為真正大國的中國，如今種種矛盾，彙集成激流，洶湧而至。」

## 內容簡介

### 序章：富人與農民工
首播：2007年4月1日
中國大陸貧富差距的嚴酷現實──跨越億萬富豪、中產階層、農民工三種生活
此集以環繞中國兩個富豪家庭以及兩個內蒙古荒村的農民工家庭作為主軸，詳細刻劃出中國大陸社會底層在經濟發展下所遭受的不平等對待，強調了中國大陸在「和諧社會」大旗下隱藏的社會逆流。敘述29年前中共实际领导人鄧小平主導的改革開放後，「使一小部分人先富起來」的政策造成中國富人與農民之間千萬倍的財富落差，8億中國農民享受不到經濟成果。絕大部分社會財富都已流向中國大陸所特有的特權資本家手中。
出場人物：李晓华（56歲，紅色特權貴族，亿万富翁）、金波（29歲，天津市人，廣告公司老闆）、張建平（31歲，內蒙古農民工）、杜文海（48歲，內蒙古農民工）。
劇情概要：杜文海为给女儿筹学费，与其兩個兒子到天津港打工。張建平夫婦為了給右臂粉碎性骨折的兒子籌醫藥費，至天津市打零工。在內蒙古的寄宿小學中，沒有暖氣；零下20攝氏度的夜晚，孩子們一同擠在被窩裡取暖；全班小學生寫作文《我的理想》時，语句真挚，充满对在異鄉打工賺錢養家的父母的思念，感人泪下。

### 第1集：某雜誌編輯部 60天的攻防
首播：2007年4月2日
中國媒體信息管制的現狀以及記者們的奮鬥──採集《南風窗》記者採訪經歷
又譯《喉舌與職責》。播出共產主義國家對於新聞報導的管制。以中國時政雜誌《南風窗》為敘述對象，有感於中國媒體的責任與使命感，《南風窗》策劃並報導中國社會的現實問題，但卻與中國共產黨宣傳機關的要求有矛盾時的做法與無奈。當中提到中國的婦女拐賣與城市小区业主维权被殴的問題，中國記者在報導的過程當中受到上級壓力限制的過程。透視了目前中國新聞報導的現狀。
當中《南風窗》社長說的一句話「就像一個房間，它只能讓你跳交誼舞，你就跳不了華麗的芭蕾舞。今天中國的構造，還沒有能夠讓你自由舞蹈的空間」。受到中國網友的議論。
出場人物：陳中（社长）、石破（记者）、田磊（记者）、陳初越（原《南风窗》编辑，后自创《市民》杂志）、郜豔敏（12年前被拐卖至某村，现任该村代课老师）

### 第2集：青島老人院的故事
首播：2007年5月6日
中國經濟迅速發展後老齡化問題帶給中國的衝擊
中國的老齡化問題正在日趨嚴重。目前在中國，60歲以上的老人有一億四千萬人，由於受一胎化政策的影響，老齡化進展速度超過了先進國家。這次NHK選取的城市是人口有七百六十一萬人的山東省青島。預計在20年後，青島每三個人就有一個老年人。此片記錄了在青島最大的養老院「青島市老年公寓」的老人，講述他們的晚年生活。
出場人物：董毓秀（76歲）、王丕源（76歲）、惠媛夫婦（81歲）、楚秀英（82歲）
資料提供：興梠一郎、王文亮、中國社會科學院、李培林、稲葉利彥、小林直哉

### 第3集：確保北京的水利～迫近水危機～
首播：2007年6月10日
中國經濟強勁發展的背后，所出現的水資源危機。如何對未來進行可持續發展
此期「激流中國」報導了中國首都北京當前的水資源嚴重缺乏和北京市民們的日常飲用水窘迫的狀況。中國經濟的高速發展，國民富裕的背後那些突顯環境的問題和水資源貧乏的背後如何公平分配水資源的劇烈矛盾。這就是擺在目前試圖轉向世界大國-中國的沉重課題。
此集详情：
爲了满足北京高速增長的經濟以及迎接奧運的需求，北京只好尋求於附近的省份。为了确保北京的供水，很多河北、山西的水库当地居民都不能用。位于河北省赤城縣雲州水庫邊的舊站村村民连日常用水和農業生産都困难，卻不得不遵守上邊禁令，使用有限的井水。他们试图找村長商量，要求使用少量水库水以给需水量大的西瓜播种，但村長拒絕了。最后他们放弃了使用水库水的企图，改种抗旱力強的玉米之類的農作物。为了保护水质，很多河北的小工廠都被关闭、很多工人失业。
北京水務局的監查人員經常帶領人員突擊檢查偷水的人。由于北京車輛的不斷增多，出现了一些在路边廉价洗车的個體戶，他們的洗車水多来自绿化用水。被抓時，有的趁機逃脫，有的爭吵不服，有的自辯求保。水務局也督促用水量大的企业节水，并组织退休老人做信息員以宣传节水，監視浪费。水務局發現少數收集處理糞便的工作人員，爲節省糞便處理費用，將糞便倒入下水道中，增加了汙染。
爲解決首都北京缺水的巨大需求，中國正採取史無前例的“南水北調”工程，將水能充足的南方的水引至北京。從長江到黃河，最後到達北京。同時為了解決缺水嚴重的問題。中國採用「人工降雨」的方法，一發人工降雨彈能使半徑爲20公里範圍內，只能短暫保持15分鍾的降雨量。
然而北京市民的用水狀況卻遠不同於舊站村的村民。報導中展示了一位高層豪華居民家中共有兩間浴室的環境和水龍頭噴湧而下的清澈乾淨的水質，以及位於北京市的首都國際機場旁邊2007年5月份新建成的高度爲137米、一個被稱爲「中國最高噴泉」的景點。北京水務局監查人員在人潮擁擠的百貨商場門前舉行義務宣傳節水活動。但是北京市民對此卻漠不關心。最後報導顯示目前全中國有三分之二的地區存在缺水的狀況。
出場人物：史桂芝（北京水务局工作人员）, 梁正，王金貴
資料提供：高見邦雄, 日本東海大學情報技術中心, NASA Goddard Space Flight Center GDAAC - MODIS Data Support Team, USGS

### 第4集：民訴官 ～圍繞土地問題的攻防～
首播：2007年9月9日
在公权力与资本相结合的情况下，如何保障普通公民的利益是一个问题
中國城市拆迁的纠纷越来越多。在贵州息烽县，为了旧城改造，要拆迁数十户人家，且不得回迁，居民与政府不能达成一致。廖家春到北京请律师将息烽县政府告上法庭，一审败诉，二审推翻一审结论，驳回重审。在诉讼期间，房子被强行拆除。
出場人物：廖家春（拆迁户代表）
即便在物權法實行後，用自焚等極端行為對抗強拆行為的事件仍不絕于耳。

### 第5集：西藏從聖地尋求財富
首播：2007年10月7日
现代文化和经济制度对西藏的冲击
随着青藏铁路的开通，越来越多的人进入西藏旅游、淘金。张晓宏是四川人，在拉萨开了一家大型宾馆，这家宾馆收藏展览了大量西藏佛教、民俗用品，同时也高价出售，这些展览品都收购于民间。张晓宏管理的口号是“团结、服从、高效、发展”。曲列来自农村，在该宾馆任歌舞演员。为了压缩人力成本，宾馆引进了工资分级制度，曲列因工资比改制前少了一半，提出辞职。
出场人物：张晓宏（拉萨某大宾馆老板）、曲列（该宾馆员工）

### 第6集：貼身採訪共產黨 地方幹部
首播：2007年11月4日
(台灣翻譯:下有政策)
人物:黃書記(廣東省小欖鎮書記)、孫書記(遼寧省望花區書記)
涉及中國共產黨第十七次全國代表大會

### 第7集：有超凡魅力的總經理吃官司 〜跟蹤採訪・品牌騷動〜
首播：2007年12月9日
娃哈哈與達能公司原來是為共同合資公司(1996年共同成立合資企業)，於合資當時娃哈哈同意與達能集團(DANONE)共同使用娃哈哈商標。爾後娃哈哈的創立者宗慶後總經理，指控達能集團與娃哈哈的競爭對手亦成立其他合資企業，甚至取得51%的股份，企圖將娃哈哈變成達能的分包商。 
由於中國許多當地本土品牌皆因與外國廠商成立合資企業，而後外國廠商皆以發行新股、收購股份等方式來取得經營權，使得中國本土品牌。宗慶後不願由其一手創立的品牌以此方式，被外資併吞，演變成娃哈哈和达能的商标争夺官司，主要描述中国改革开放以来的商标保护问题。
宗慶後為避免娃哈哈本土品牌消失，其後又另行成立娃哈哈公司，使得達能集團向國際法庭控告宗慶後自行成立的娃哈哈公司侵害其共同成立的合資公司之商標

### 第8集：5年1組 小皇帝之淚
首播：2008年1月6日
本集以中国的教育热为主题，题目为 ５年１組 小皇帝の涙 ～過熱する教育ブームの波紋～（五年级1班 小皇帝的眼泪 - 教育风潮过热的波纹）。中国长期实施独生子女政策，独生子女家庭过度宠爱孩子，即所谓“小皇帝问题”受到指责由来已久。过热的教育风潮方兴未艾。但据研究团体报告，这给孩子们造成沉重压力，在心灵上留下黑暗阴影。中国政府也开始向偏重学力的风气发出警告。本集介绍的是这些有关教育的问题。本片的舞台，是中国云南省人口三百七十四万的省府昆明的公立小学的班级。在贫富悬殊扩大，大学生就业困难的情况下，父母们一心要让孩子“就读名校”的学历崇拜有增无减。一年级开始学英语、数学，被认为是世界最高难度的水准，小学的情形与父母亲当年有天壤之别。父母们为激励孩子，不惜施以爱的鞭策。学校也为了多培养成绩优秀的学生，以提高学校声誉，在教育上不遗余力。“成绩至上主义”支配下的学校，也有些孩子对此产生疑问，开始倾诉苦恼。本片记录了这些状况，追踪亲子各自的内心世界。

### 第9集：老師從上海來了 〜在貧窮的村落〜
首播：2008年3月2日
在經濟成長的另一面，中國偏遠的農村地區大概有6000萬貧窮人口。農村貧窮的原因是什麼呢。有什麼方法可以幫助他們脫離貧窮呢。這一集採訪了一班從都市來到偏遠農村的年輕人，講述他們半年來為了幫助貧窮農民的生活而所作出的努力。
這個計劃是給生活在大都市的年輕人參加， 過去已經有超過10萬名的參加者去到貧窮的地區支援當地的農民。今年，13名年輕人來到黃土高原最貧窮的地域，西吉縣寧夏回族自治區。當中的一位參加者來自廣州的梁佩思，22歳的她剛畢業於上海的名校復旦大學。畢業後多間外資機構都希望可以取用她，然而她放棄了大公司的邀請而斷然選擇了去農村一所高校當一年自願教師。
可是，一直生活在大都市的她，才發覺在偏遠農村的生活是比想像之中難熬的。零下15度的冬天，每天的膳食就只有沒有料的白饅頭。她又看到附近的空房子都是農民放棄了故鄉的遺跡，深深體會到中國貧窮的真實性。梁佩思很明白這裏的孩子為了脫貧都很希望可以升學，所以每天下課後她都會去到學生們的家，親身的跟學生們相討學業成績和用心關懷他們。
片中講述梁所任教的班裏一個女學生的母親因病而向銀行借錢做手術，龐大的負債金額使這女學生在一個不得不放棄升學的邊緣。而在偶然的一天，一個來自香港的自願機構希望可以給當地一些成績優異的學生們提供獎學金，梁亦藉着這個機會向自願機構推薦她班中的這位女同學。然而，為了改善生活每天下課後都要回家幫忙家裏農田的女同學來說根本就沒有良好的成績去贏取獎學金。儘管梁是相信該女同學的鬥志與精神是一個榜樣而值得獲得獎學金，但慈善機構的宗旨是要把善款發給成績優異的學生。直到命運的一天，當宣佈獎學金的一剎那也就理所當然地讓梁和女同學失望，甚至令她們感到前路的迷茫。
隔代貧窮的惡性循環，加上無情的經濟效益理論急速的把農村腐蝕，使到當地的貧民根本沒法找出脫離貧窮的方法。這一集透過都市年輕人到貧窮村落體驗的實例讓觀眾了解到貧窮地區的不同困境，也同時描寫了這些年輕人對農民的同情與無奈。

### 第10集：北京憤怒的新社区〜居民勢力沸騰起來〜
首播：2008年4月6日
奥运会开幕在即的北京，正在加速城区再建，旧房屋接连消失，公寓高耸的大型新城区在各处涌现，其数目已达三千处以上。
以前由国家分配住宅的社会主义中国，人们居住在以工作单位为中心的公共住宅中，随着市场经济的发展，个人也可以购买住宅了。
人们拥有了梦寐以求的自宅，但纠纷也接踵而来，大多是围绕居民的自治，究竟能获得多大认可的争执。居民们成立了自己的管理组织，第一次挺身试图“自治”，对此不予欢迎的新区管理公司等部门，也开始着手干扰活动。
居民自治究竟能否真正得到实现，本片以某新区为舞台，追踪事件的经过。

### 第11集：病人大行列 〜13亿人的医疗
首播：2008年6月15日
本集通过采访北京公立医院，凸显沉疴绵惙的中国医疗制度下患者和医院的困境。
推進市場化的中國，醫療現場的面貌為之一變。以大群患者蜂擁而至的北京大型醫院為舞台，對在沉重醫療負擔下呻吟的人們，和為增加收入而奔波勞碌的醫院雙方，進行貼身採訪。
在加速市場經濟的中國，現在政府必須花最大力氣從事的課題，是「醫療」問題。激流中國系列深入北京的大型醫院進行採訪，凸顯了這個現實。
我們所採訪的公立醫院，每天來自全國的患者蜂擁而至，候診需費時兩天，徹夜排隊。為什麼不這樣就不能接受診療?醫療制度究竟有何問題?
中國過去由國家負擔醫療費用，醫療服務曾是免費的。但因制度改革，改為由患者負擔，由於保險制度滯後，醫療費用成為患者沉重負擔。一般人等到病情惡化才去醫 院，地方醫院回天乏術，只能去大型醫院就診。再加上醫療費用之高，足以令患者家庭＂破產＂的情況頻頻發生。另一方面，由於制度改革，醫院變為自負盈虧，只有那些引進優秀醫師和醫療設備，能吸引大量患者的醫院才能夠生存下去。
本片是對“醫療差別”不斷擴大下，患者家庭以及醫院的詳實記錄。

### 最終集：告發！ 揭發！ ～與環境破壞作鬥爭～

首播：2008年7月13日

## 中国政府态度
北京市審計局官方網站在2007年9月10日公布了一份由中華人民共和國審計署在2007年9月4日下發的內部秘密文件。文件標題為《北京市審計局轉發審計署辦公廳 關于日本廣播協會(NHK)制作並播出《激流中國》系列紀錄片有關情況的通知》（文件序號為“京審辦發〔2007〕120號）。文件內容說明了NHK拍攝反映中國現狀的系列紀錄片《激流中國》採訪組是已經過中國國家相關部門的批准，內容主要包括中國教育現狀、十七大、青藏鐵路、物權法、醫保制度、中國企業走向世界等。播出的内容也是已事先告知過中國政府。
而中國政府對於《激流中國》的各集內容也做了詳細的審查描述與定論，認為前兩集有關中國的貧富差距與新聞嚴管的內容“基調消極，觀點負面，造成了不良影響”，而且稱《激流中國》有“誣稱中國的新聞自由”。但後兩集的老年化與水資源的內容则“較積極客觀”。
为此，中國的外交部新聞司與駐日使館曾向NHK提出交涉，認為其“不客觀、誤導觀衆、損害中國形象”。而日本方面也做出回應，《激流中国》在七、八两个月间被暂停播放，攝制組亦需“進行反思”。後續的《激流中國》將更多反映“中國政府的立場”。最後也說明日後將對《激流中國》采訪做好准備，對采訪拍攝“施加積極影響”。

## 中國大陸輿論反映
該片放映對象本是日本觀眾，由网友kamonka翻译并发布中文字幕，最终受到中国网民的关注。《激流中國》在中國網路上剛開始時並沒有引發任何的議論。但當時中國雅虎搜索就将其列入“敏感關鍵字”，從而使使用中國雅虎無法查詢到《激流中國》的任何相關結果。之後由于NHK的一系列關於中國的紀錄片所造成的轟動與《激流中國》自身揭示中國社會現狀、中國網友看後發表大量感言，引發中國政府的強烈關注；隨後一段时间内《激流中國》在中國大陆任何一搜索引擎中都查詢不到任何訊息，在eD2k分享网站VeryCD.com上的下载链接也被彻底删除。
中國《南方周末》於2007年8月30日刊登了中國北京大學歷史系教授楊奎松的文章《關于建國以來黨政幹部收入的問答》，當中有被提及《激流中國》首集當中的中國城市富人奢華、農民工的貧窮艱辛的問題。楊奎松回答「沒有人能夠否認今天的貧富差距拉大了，中國相當多數的富豪或富翁致富的手段太過權力化」。
香港《明報》於2007年4月17日刊登了日本早稻田大學亞太研究中心助理研究員張望的文章《以他者眼睛審視中日關係》。該文首段提到，《激流中國》「風格沉穩理性而不煽情」。

## 国际声誉
2009年1月的第22届法国国际电视节（FIPA）荣获纪录片部门金奖。FIPA是欧洲最权威的影视节之一，第22届法国国际电视节（FIPA）在法国西部城镇比亚里茨举行，这是日本的纪录片首次在FIPA上获奖。
6月在第49届蒙特卡洛电视节上荣获最佳纪录片奖。蒙特卡洛电视节由摩纳哥公国主办，评审对该片给予肯定：“通过一个极其精采的故事展现了被拜金主义与令人绝望的差距渗透的现实社会”。
9月意大利都灵举行的电视节目竞赛中，“13亿人的医疗”荣获“第61届意大利奖”最佳纪录片奖。

### 相關報道
- . 香港《亞洲周刊》.   [2007-10-30]. （原始内容存档于2017-04-08） （中文（中国大陆））.
- . 台灣《工商時報》.   [2009-02-26]. （原始内容存档于2009-09-12） （中文（臺灣））.
- . 中国情报局.   [2007-06-28]. （原始内容存档于2007-11-03） （日语）.